# Eurosatory
Eurosatory — найбільша міжнародна виставка, присвячена наземній та повітряно-наземній обороні та безпеці. Виставка, організована COGES (Commissariat Général des Expositions et Salons, укр. Генеральний комісаріат з питань виставок і салонів), дочірньою компанією асоціації GICAT, проводиться кожні два роки в червні виставковому центрі Парі-Нор Вільпент, Париж, Франція.

## Опис

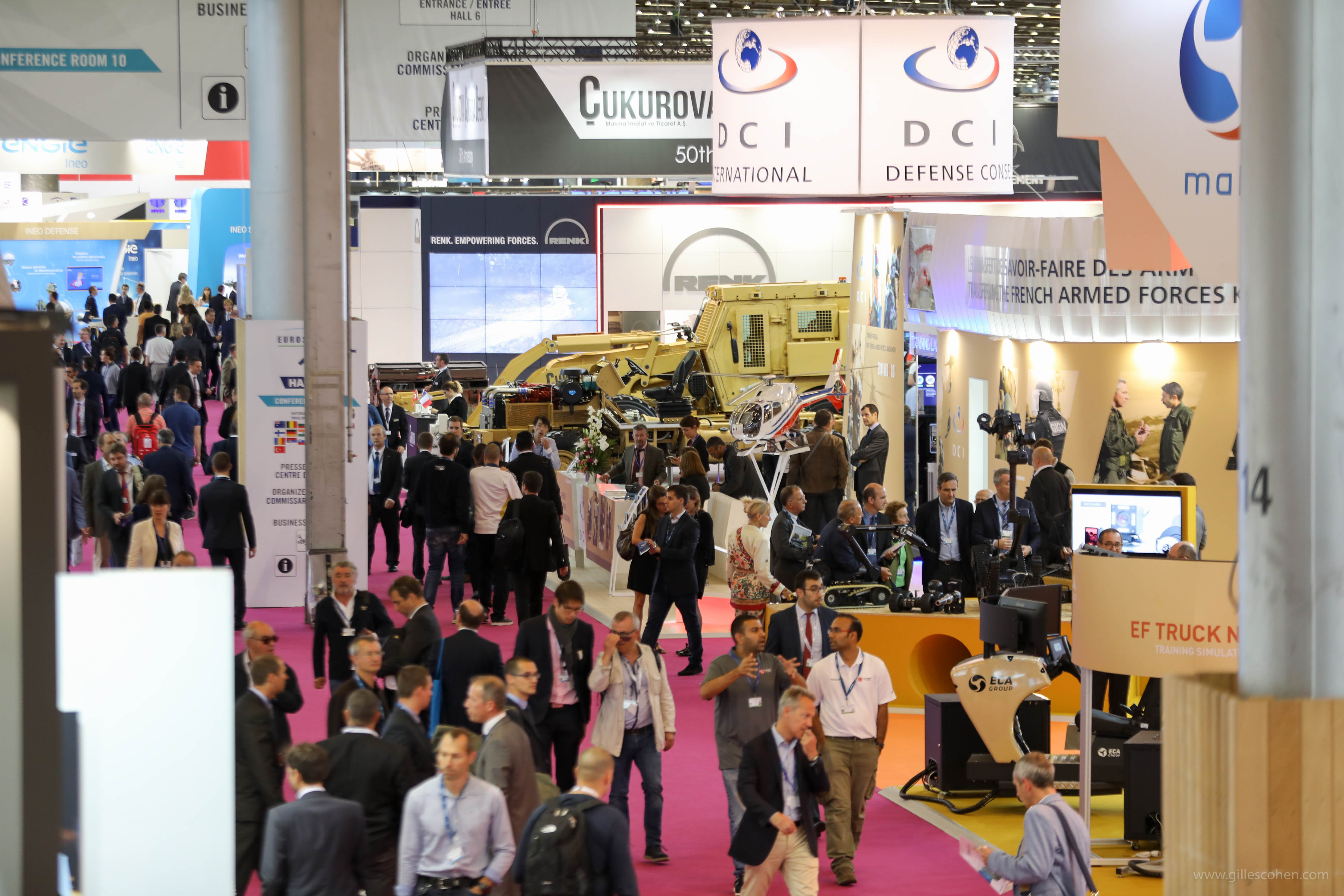
Міжнародні відвідувачі на Eurosatory 2018

Виставка представляє широкий спектр продукції — транспортні засоби (танки, бронемашини, вантажівки), легка зброя (стрілецька, боєприпаси, ножі), системи зв'язку, уніформа, польові шпиталі, обладнання для ліквідації наслідків стихійних лих тощо. Eurosatory є найбільшою виставкою такого роду у світі. Вона закрита для широкого загалу, окрім експертів, мають доступ лише запрошені особи, представники відповідних установ та урядовці. Вхід особам молодше 16 років суворо заборонено.

## Історія
Попередниками Eurosatory були щорічні покази технічного обладнання, які організовувала Технічна секція французької армії (фр. Section Technique de l'Armée de Terre Française, скорочено STAT) у 1950-х і 1960-х роках у військовому таборі Саторі.
В 1967 році у таборі Саторі Генеральна дирекція з озброєння і компанія Sofema організували першу виставку, яка зібрала 30 експонентів. З того часу такі виставки стали регулярними та до SATORI XIII 1991 року включно проводилися в Саторі.
У 1992 році виставка стала загальноєвропейською та отримала назву «EUROSATORY, Європейська виставка обладнання для наземної оборони» (фр. Exposition européenne des matériels de défense terrestre. З цього року виставка проводилася у виставковому центрі Ле-Бурже під приватним управлінням французької асоціації виробників оборонної техніки GICAT.
У 1994 році участь у виставці вперше брали участь США, більшість учасників прибули з країн НАТО. У 1996 в ярмарку також брали участь представники збройової промисловості з Росії.
У 2000 році назву було змінено на «EUROSATORY, Міжнародна виставка наземної та повітряно-наземної оборони» (фр. Salon international de la défense terrestre et aéroterrestre).
У 2002 році, з огляду на подальше зростання масштабів виставки, її було перенесено до Виставкового центру Парі-Нор Вільпент.
Виставку 2020 року було скасовано без перенесення через пандемію COVID-19.
У 2022 році, після чотирирічної перерви, виставку було відновлено.

### Хронологія проведень
- 1967 Satory I (30 учасників; проводилося у Саторі, Версаль)[3]
- 1969 Satory II
- 1971 Satory III
- 1973 Satory IV
- 1975 Satory V
- 1977 Satory VI
- 1979 Satory VII
- 1981 Satory VIII
- 1983 Satory IX
- 1985 Satory X
- 1987 Satory XI
- 1989 Satory XII
- 1991 Satory XIII
- Eurosatory 1992 (перейменовано на Eurosatory, проводилося у Ле-Бурже)[3]
- Eurosatory 1994
- Eurosatory 1996
- Eurosatory 1998
- Eurosatory 2000
- Eurosatory 2002 (827 учасників, 38800 глядачів[6], вперше в Paris-Nord, Villepinte Parc des Expositions; відтепер по парних роках)[3]
- Eurosatory 2004 (978 учасників, 44700 глядачів)[6]
- Eurosatory 2006 (1074 учасника, 47945 глядачів)[6]
- Eurosatory 2008 (1210 учасників, 52414 глядачів)[6]
- Eurosatory 2010 (1310 учасників, 53566 глядачів)[6]
- Eurosatory 2012 (1432 учасника, 53480 глядачів)[6]
- Eurosatory 2014 (1507 учасників, 55784 глядачів)[6]
- Eurosatory 2016 (1571 учасник, 57024 глядачів)[7][8][6]
- Eurosatory 2018 (1800 учасників, 60000 глядачів)
- Eurosatory 2020 не проводилося через пандемію
- Eurosatory 2022 (1743 учасника, 62000 глядачів)[9]

## Протести
Іноді під час ярмарку перед входом проходять демонстрації пацифістів і інших противників торгівлі зброєю. Представники організації Amnesty International, відвідуючи виставку, висувають звинувачення певним компаніям: так, Renault Trucks зазнала критики за продажі єгипетській диктатурі, Airbus Helicopters — через підозру у відмиванні грошей під час продажів у Казахстані, а Nexter — за постачання обладнання до Об'єднаних Арабських Еміратів.